# 三島女王
三島女王（みしまじょおう/みしまのおおきみ、生没年不明）は、奈良時代の皇族。系譜は不詳。位階は正五位下。

## 生涯
称徳朝の神護景雲2年（768年）7月、無位から従五位下に叙せられたのが、記録に登場する最初である。
それからしばらく昇進の動きが見られないが、桓武朝の延暦4年（785年）正月、従五位上に昇叙し、さらに同じ日に正五位下を授けられている。同日に川辺女王も正五位下に昇叙されている。

## 官歴
『続日本紀』による
- 神護景雲2年（759年）7月30日：従五位下
- 延暦4年（785年）正月9日：従五位上、正五位下